# Siedliska (powiat gorlicki)
Siedliska – wieś w Polsce, położona w województwie małopolskim, w powiecie gorlickim, w gminie Bobowa, na prawym brzegu rzeki Białej, na obszarze Pogórza Ciężkowickiego.
W latach 1975–1998 wieś należała administracyjnie do województwa nowosądeckiego.
W Siedliskach znajdują się, m.in. Szkoła Podstawowa im. ks. Jana Reca oraz rzymskokatolicka parafia Świętych Apostołów Piotra i Pawła.

## Integralne części wsi
| SIMC    | Nazwa     | Rodzaj    |
| ------- | --------- | --------- |
| 0418076 | Gadówki   | część wsi |
| 0418082 | Grochowa  | część wsi |
| 0418099 | Kamionka  | część wsi |
| 0418107 | Kosiny    | część wsi |
| 0418113 | Przygórze | część wsi |
| 0418120 | Rzeki     | część wsi |
| 0418136 | Stawiska  | część wsi |
| 0418142 | Tłoki     | część wsi |
| 0418159 | Zalesie   | część wsi |

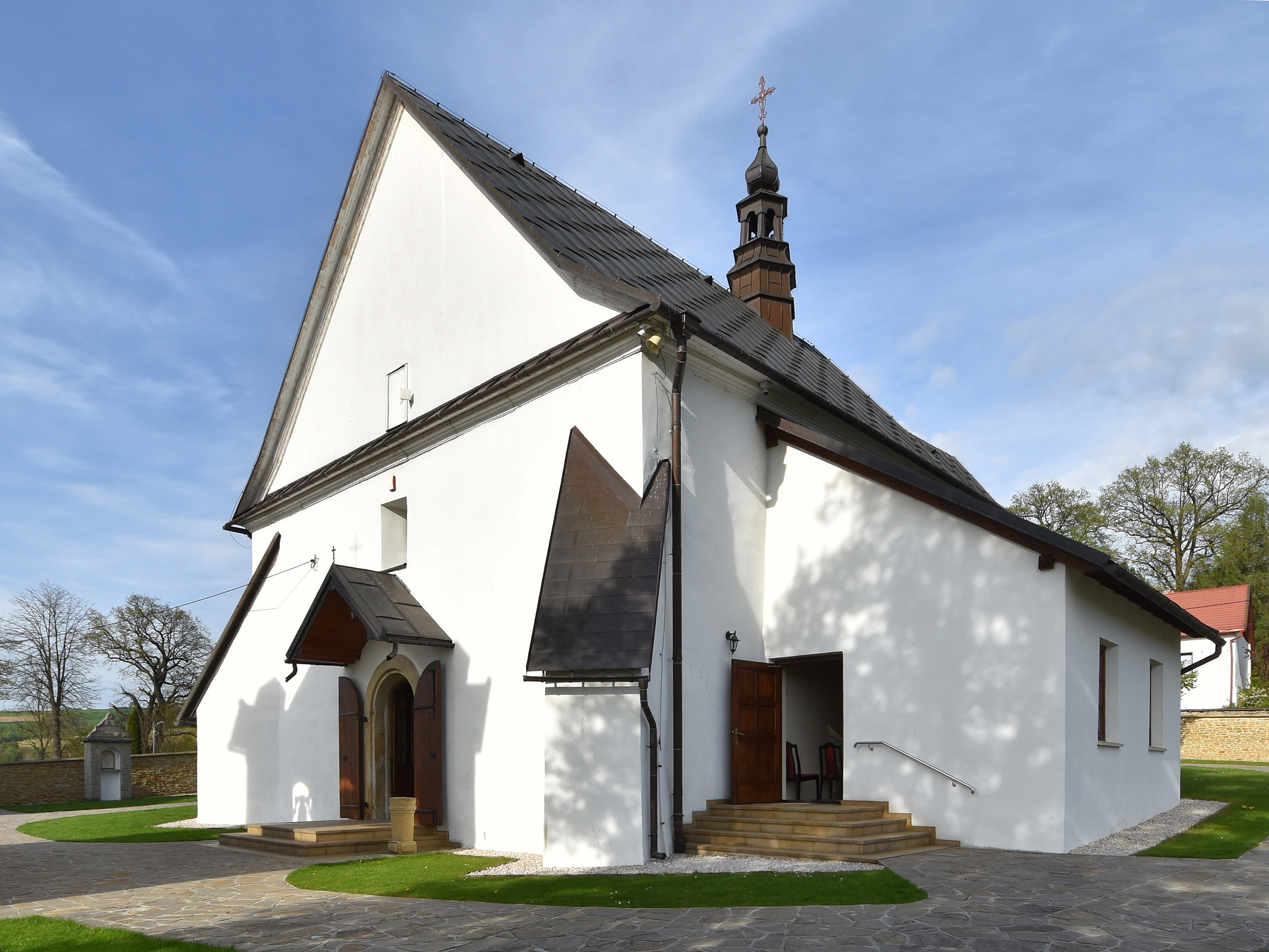
Kościół rektoralny
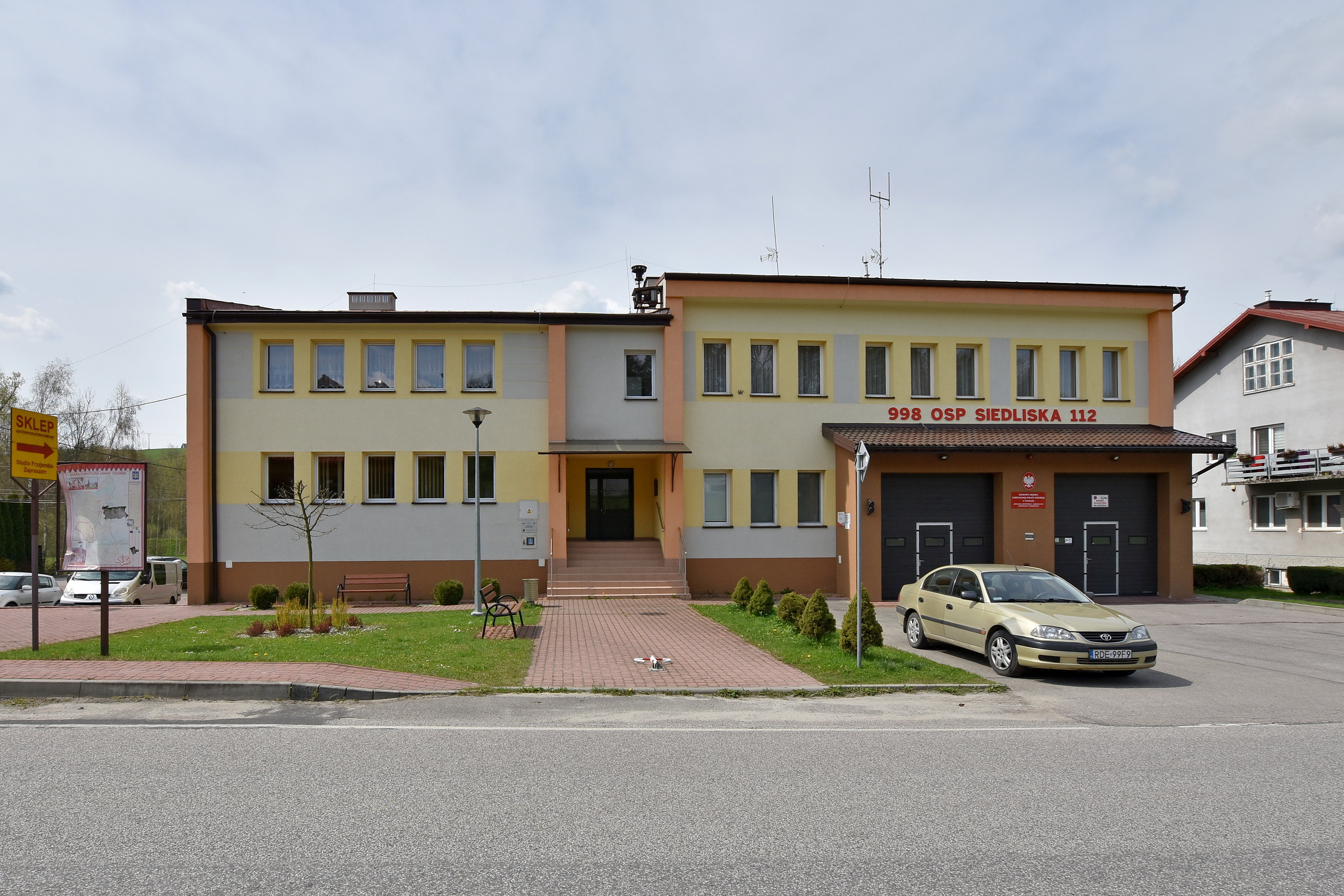
Straż pożarna
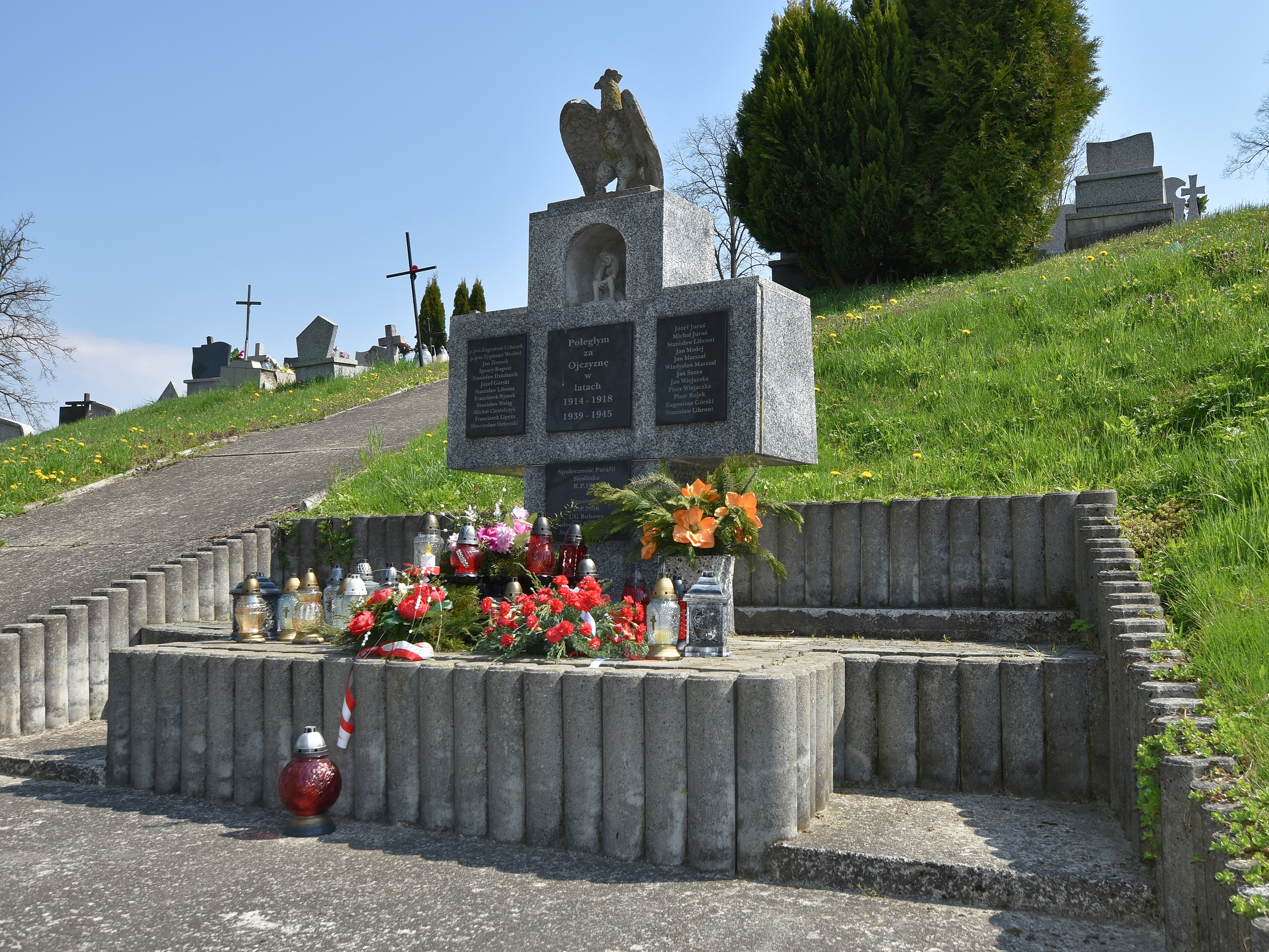
Pomnik

## Zabytki
Obiekt wpisany do rejestru zabytków nieruchomych województwa małopolskiego.
- zespół dworski i kościelny,
  - zespół dworski: dwór z 1920 r., park, XVIII-XX,
  - zespół kościelny: kościół z XV w., cmentarz „stary”,
- kościół pw. św. Mikołaja Biskupa,
  - cmentarz kościelny,
  - ogrodzenie z dzwonnicą, bramką i kaplicą.

## Inne zabytki
- cmentarz wojenny nr 134 z I wojny światowej.

## Osoby pochodzące z Siedlisk
- Jan Rec